# Banyoles (kommunhuvudort)
Banyoles är en kommunhuvudort i Spanien.   Den ligger i provinsen Província de Girona och regionen Katalonien, i den östra delen av landet, 600 km öster om huvudstaden Madrid. Banyoles ligger 170 meter över havet och antalet invånare är 18 327.
Terrängen runt Banyoles är platt åt nordost, men åt sydväst är den kuperad. Runt Banyoles är det ganska tätbefolkat, med 86 invånare per kvadratkilometer. Närmaste större samhälle är Girona, 15,6 km söder om Banyoles. Trakten runt Banyoles består till största delen av jordbruksmark.